# Tony Avella
Tony Avella (Astoria, 1951. október 27. –) amerikai olasz politikus. A demokrata párt tagja. 2011-től New York állam szenátusának tagja a 11. körzetből, Északkelet-Queensben képviselve azt.